# Don Gregorio (opera)

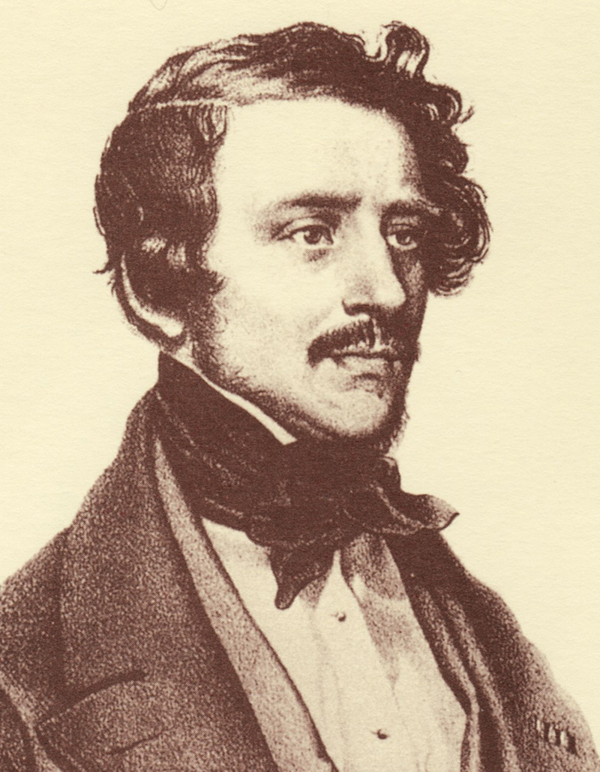
Gaetano Donizetti.

Don Gregorio är en opera med musik av Gaetano Donizetti och libretto av Jacopo Ferretti. Operan var en revidering av L'ajo nell'imbarazzo från 1824.

## Historia
När L'ajo nell'imbarazzo skulle sättas upp i Neapel bestämde operaledningen att verket inte var bra som det var. Donizetti gick med på att skriva om operan under namnet  Don Gregorio. Han komponerade ny musik, reviderade recitativen till talad dialog och översatte don Gregorios repliker till neapolitansk dialekt. Denna nya version hade premiär på Teatro Nuovo i Neapel den 11 juni 1826.

## Personer
| Roller               | Röstläge    | Premiärbesättning 11 juni 1826 |
| -------------------- | ----------- | ------------------------------ |
| Don Gregorio         | bas         |                                |
| Gilda                | sopran      |                                |
| Leonarda             | mezzosopran |                                |
| Markis Enrico        | tenor       |                                |
| Don Giulio Antiquati | baryton     |                                |
| Markis Pippetto      | tenor       |                                |

## Handling
Don Giulio är fast övertygad om att uppfostra sina söner utan vetskap eller kunskap om kvinnor. Resultatet blir att den yngre sonen Pippetto förälskar sig handlöst i den överåriga husan Leonarda, den enda kvinnan han någonsin sett, medan den mer äventyrlige Enrico i hemlighet gifter sig med Gilda med vilken han redan har en son. Tack vare läraren don Gregorios listiga knep inser don Giulio vansinnet med sitt lärosystem och välsignar äktenskapet mellan sonen och Gilda.